# Isla Blumine
La Isla Blumine (en inglés: Blumine Island; en maorí: Oruawairua) está en las entradas de Marlborough en la isla Sur de Nueva Zelanda. La isla Blumine cubre 337 hectáreas (830 acres) y es en su mayoría montañosa. La isla está situada a unos 22 kilómetros (14 millas) al norte de Picton. Es el sitio donde se ubica una reserva que cualquier persona puede visitar. Cuando el capitán James Cook visitó la isla, la abandonó por estar infestada de plagas introducidas, las cuales ya han sido erradicadas mediante el uso de las gotas de veneno en helicóptero, llevado a cabo por el Departamento de Conservación.